# Jean-François Halin
« Halin » redirige ici. Pour les articles homophones, voir Alain et Alains.
Jean-François Halin, né le 20 novembre 1961 au Mans, est un scénariste français.

## Biographie
Pendant ses études à Audencia, à Nantes, Jean-François Halin participe à un championnat d'improvisation d'étudiants de grandes écoles de commerce et d'ingénieurs à Marseille. Finaliste, il est contacté par Radio France Loire Océan à Nantes pour animer une émission de comédie, puis est engagé par Europe 1, pour un essai qui s'avère infructueux.
Il écrit ensuite[évasif] des sketches pour les spectacles de Laurent Violet. Il est avec Benoît Delépine et Bruno Gaccio l'auteur des Guignols de l'info, diffusée sur Canal+, de 1990 à 1996 et récompensée de trois 7 d'or (deux en 1993 et un en 1997) et du grand prix de l'humour de la SACEM (1995). De 1996 à 1998, il est un des auteurs[Avec qui ?] du Journal de Moustic sur Canal +. De 2002 à 2009, il collabore en tant qu'auteur de sketches et parfois en tant qu'acteur, à Sept jours au Groland, Bienvenue au Groland et Groland Magzine sur Canal+.
Jean-François Halin écrit avec Patrick Timsit et Bruno Gaccio des spectacles pour Patrick Timsit : Ne me cherchez pas ! (1991), Timsit vite ! (1992), Patrick Timsit au Palais des glaces ! (1993), The One Man Stand-up Show (2008) et On ne peut pas rire de tout (2016). Il co-écrit avec Patrick Timsit les films Quasimodo d'El Paris et Quelqu'un de bien. En 2005, il co-écrit et anime avec Alexandre Pesle et Patrick Timsit Radio Timsit sur Europe 2.
Il co-écrit le film Rire et Châtiment d'Isabelle Doval. Il est auteur du scénario et des dialogues d'OSS 117 : Le Caire, nid d'espions (2006), pour lequel il est nommé aux César 2007 dans la catégorie "meilleure adaptation" et est récompensé du prix Jacques-Prévert de la meilleure adaptation en 2007. Jean-François Halin co-scénarise le deuxième volet de la saga, OSS 117 : Rio ne répond plus avec Michel Hazanavicius. En 2011 il écrit avec Karine Angeli Les Aventures de Philibert, capitaine puceau.
En 2012, Jean-François Halin collabore à l'écriture du film d'animation Zarafa, réalisé par Rémi Bezançon et Jean-Christophe Lie. Il commence ensuite l'écriture du film Nos futurs avec Rémi Bezançon, mais quitte l'aventure au bout de quelques mois. En 2015, il crée et écrit, avec Claire Lemaréchal et Jean-André Yerlès, la série Au service de la France diffusée sur Arte, puis sur Netflix. La série est un succès public et critique et remporte le prix de la meilleure contribution artistique au Festival de la fiction TV de La Rochelle 2015. La seconde saison de Au service de la France est diffusée en juillet 2018 sur Arte. En 2019, elle reçoit le prix A.C.S du Meilleur Scénario décerné par l'Association française des Critiques de Séries.  
En 2012, la SACD (Société des auteurs et compositeurs dramatiques) a décerné le prix Henri-Jeanson à Jean-François Halin. 
Jean-François Halin est le scénariste du troisième volet des aventures d'OSS 117 : Alerte rouge en Afrique Noire sorti le 4 août 2021.

## Filmographie
- 1998 : Paparazzi d'Alain Berberian
- 1999 : Quasimodo d'El Paris de Patrick Timsit
- 2002 : Quelqu'un de bien de Patrick Timsit
- 2003 : Rire et Châtiment d'Isabelle Doval
- 2006 : OSS 117 : Le Caire, nid d'espions de Michel Hazanavicius
- 2009 : OSS 117 : Rio ne répond plus de Michel Hazanavicius
- 2011 : Les Aventures de Philibert, capitaine puceau de Sylvain Fusée
- 2015 : Nos futurs de Rémi Bezançon
- 2015-2018 : Au service de la France (série TV)
- 2018 : MILF de Axelle Laffont[1]
- 2020 : Mystère à Saint-Tropez de Nicolas Benamou
- 2021 : OSS 117 : Alerte rouge en Afrique noire de Nicolas Bedos